# Sport Buggy
Sport Buggy ist ein argentinischer Hersteller von Automobilen.

## Unternehmensgeschichte
Das Unternehmen aus Buenos Aires begann 2004 mit der Produktion von Automobilen. Der Markenname lautet Sport Buggy. Inhaber ist mit 100 % der Anteile Roberto Leonidas Vallejos.

## Fahrzeuge
Im Angebot stehen Fahrzeuge im Stil eines VW-Buggy. Allerdings stammt der Motor vom Renault 12. Der wassergekühlte Vierzylindermotor mit 76 mm Bohrung, 77 mm Hub, 1397 cm³ Hubraum und 71 PS Leistung ist im Heck montiert und treibt die Hinterräder an. Die Fahrzeuge sind bei einem Radstand von 237 cm 313 cm lang und 170 cm breit. Das Leergewicht ist mit 600 kg angegeben. Die offene Karosserie besteht aus Kunststoff.